# Tephrochlamys rufiventris
Tephrochlamys rufiventris – gatunek muchówki z rodziny błotniszkowatych i podrodziny Heleomyzinae.
Gatunek ten opisany został w 1830 roku przez Johanna Wilhelma Meigena jako Heteromyza rufiventris.
Muchówka o ciele długości od 5 do 6 mm. Głowa jej odznacza się obecnością zarówno włosków jak i szczecinek na policzkach. Tułów cechuje się obecnością szczecinek na propleurach, nagim przedpiersiem oraz szczecinkami śródplecowymi w układzie 0+3, przy czym pierwsza para szczecinek zaszwowych leży bliżej szwu niż drugiej ich pary. Tylne i przednie szczecinki śródplecowe są prawie takiej samej długości, a włoski między nimi rosną w ponad czterech rzędach. Skrzydła mają krótkie i jednobarwne pterostygmy oraz kolcopodobne szczecinki na żyłce kostalnej dłuższe niż owłosienie. Środkowa para odnóży ma na goleniach po jednej, dobrze rozwiniętej ostrodze.
Owad w Europie znany z Portugalii, Hiszpanii, Andory, Irlandii, Wielkiej Brytanii, Francji, Belgii, Holandii, Niemiec, Danii, Norwegii, Szwecji, Finlandii, Szwajcarii, Austrii, Włoch, Polski, Czech, Słowacji, Węgier, Litwy, Łotwy, Ukrainy, Rumunii, Bułgarii, Chorwacji i Rosji. W Azji znany z Turcji, Cypru, Bliskiego Wschodu, Syberii, Kaukazu i Dalekiego Wschodu. Ponadto występuje w Afryce Północnej, Ameryce Północnej i na Nowej Zelandii.